# Tourouzelle
Tourouzelle  est une commune française, située dans le nord-est du département de l'Aude en région Occitanie.
Sur le plan historique et culturel, la commune fait partie du Minervois, un pays de basses collines qui s'étend du Cabardès, à l'ouest, au Biterrois à l'est, et de la Montagne Noire, au nord, jusqu'au fleuve Aude au sud. Exposée à un climat méditerranéen, elle est drainée par l'Aude, l'Ognon et par divers autres petits cours d'eau. La commune possède un patrimoine naturel remarquable composé d'une zone naturelle d'intérêt écologique, faunistique et floristique.
Tourouzelle est une commune rurale qui compte 493 habitants en 2022, après avoir connu un pic de population de 1 107 habitants en 1881. Elle fait partie de l'aire d'attraction de Narbonne. Ses habitants sont appelés les Tourouzellois ou  Tourouzelloises.

## Géographie
La commune est limitrophe du département de l'Hérault.

### Communes limitrophes
| Azille           | Homps       | Olonzac (Hérault)  |
| La Redorte       | Tourouzelle | Argens-Minervois   |
| Castelnau-d'Aude | Escales     | Lézignan-Corbières |

### Hydrographie
La commune est dans la région hydrographique « Côtiers méditerranéens », au sein du bassin hydrographique Rhône-Méditerranée-Corse. Elle est drainée par l'Aude, l'Ognon, le ruisseau de Bassanel, le ruisseau de Carguepailles, le ruisseau de la Serre, le ruisseau de Montourens, le ruisseau de Nouvieille, le ruisseau de Sainte-Cécile, le ruisseau de Saint-Estève, le ruisseau des Ames, le ruisseau des Foulquiés et le ruisseau des Noyers, qui constituent un réseau hydrographique de 15 km de longueur totale,.
L'Aude, d'une longueur totale de 223,59 km, prend sa source dans la commune des Angles et s'écoule du sud vers le nord. Elle traverse la commune et se jette dans le golfe du Lion à Fleury, après avoir traversé 73 communes.
L'Ognon, d'une longueur totale de 23,2 km, prend sa source dans la commune de Cassagnoles et s'écoule vers le sud puis se réoriente vers le sud-est. Il traverse la commune et se jette dans l'Aude sur le territoire communal, après avoir traversé 8 communes.

### Climat
Pour des articles plus généraux, voir Climat de l'Occitanie et Climat de l'Aude.
En 2010, le climat de la commune est de type climat méditerranéen franc, selon une étude s'appuyant sur une série de données couvrant la période 1971-2000. En 2020, Météo-France publie une typologie des climats de la France métropolitaine dans laquelle la commune est exposée à un climat méditerranéen et est dans la région climatique Provence, Languedoc-Roussillon, caractérisée par une pluviométrie faible en été, un très bon ensoleillement (2 600 h/an), un été chaud (21,5 °C), un air très sec en été, sec en toutes saisons, des vents forts (fréquence de 40 à 50 % de vents > 5 m/s) et peu de brouillards.
Pour la période 1971-2000, la température annuelle moyenne est de 14,7 °C, avec une amplitude thermique annuelle de 16,1 °C. Le cumul annuel moyen de précipitations est de 620 mm, avec 7,2 jours de précipitations en janvier et 3 jours en juillet. Pour la période 1991-2020, la température moyenne annuelle observée sur la station météorologique la plus proche, située sur la commune de Lézignan-Corbières à 6 km à vol d'oiseau, est de 15,2 °C et le cumul annuel moyen de précipitations est de 678,7 mm,. Pour l'avenir, les paramètres climatiques de la commune estimés pour 2050 selon différents scénarios d'émission de gaz à effet de serre sont consultables sur un site dédié publié par Météo-France en novembre 2022.

### Milieux naturels et biodiversité

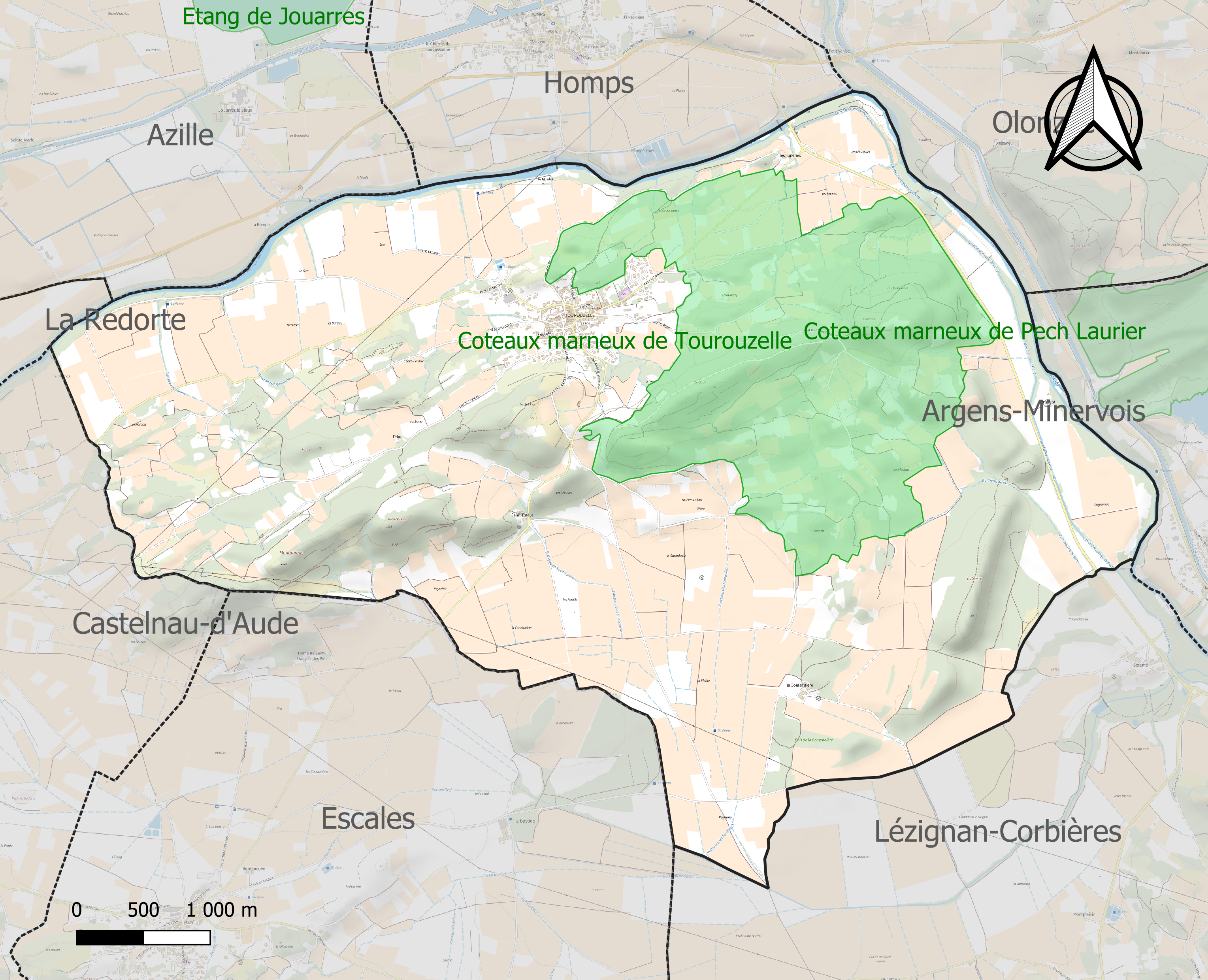
Carte de la ZNIEFF de type 1 localisée sur la commune.

L’inventaire des zones naturelles d'intérêt écologique, faunistique et floristique (ZNIEFF) a pour objectif de réaliser une couverture des zones les plus intéressantes sur le plan écologique, essentiellement dans la perspective d’améliorer la connaissance du patrimoine naturel national et de fournir aux différents décideurs un outil d’aide à la prise en compte de l’environnement dans l’aménagement du territoire.
Une ZNIEFF de type 1 est recensée sur la commune :
les « coteaux marneux de Tourouzelle » (305 ha).

## Urbanisme

### Typologie
Au 1er janvier 2024, Tourouzelle est catégorisée bourg rural, selon la nouvelle grille communale de densité à 7 niveaux définie par l'Insee en 2022.
Elle est située hors unité urbaine. Par ailleurs la commune fait partie de l'aire d'attraction de Narbonne, dont elle est une commune de la couronne,. Cette aire, qui regroupe 71 communes, est catégorisée dans les aires de 50 000 à moins de 200 000 habitants,.

### Occupation des sols
L'occupation des sols de la commune, telle qu'elle ressort de la base de données européenne d’occupation biophysique des sols Corine Land Cover (CLC), est marquée par l'importance des territoires agricoles (85,1 % en 2018), en diminution par rapport à 1990 (92,5 %). La répartition détaillée en 2018 est la suivante : 
zones agricoles hétérogènes (43,4 %), cultures permanentes (41,5 %), forêts (12,3 %), zones urbanisées (2,5 %), terres arables (0,2 %). L'évolution de l’occupation des sols de la commune et de ses infrastructures peut être observée sur les différentes représentations cartographiques du territoire : la carte de Cassini (XVIIIe siècle), la carte d'état-major (1820-1866) et les cartes ou photos aériennes de l'IGN pour la période actuelle (1950 à aujourd'hui).

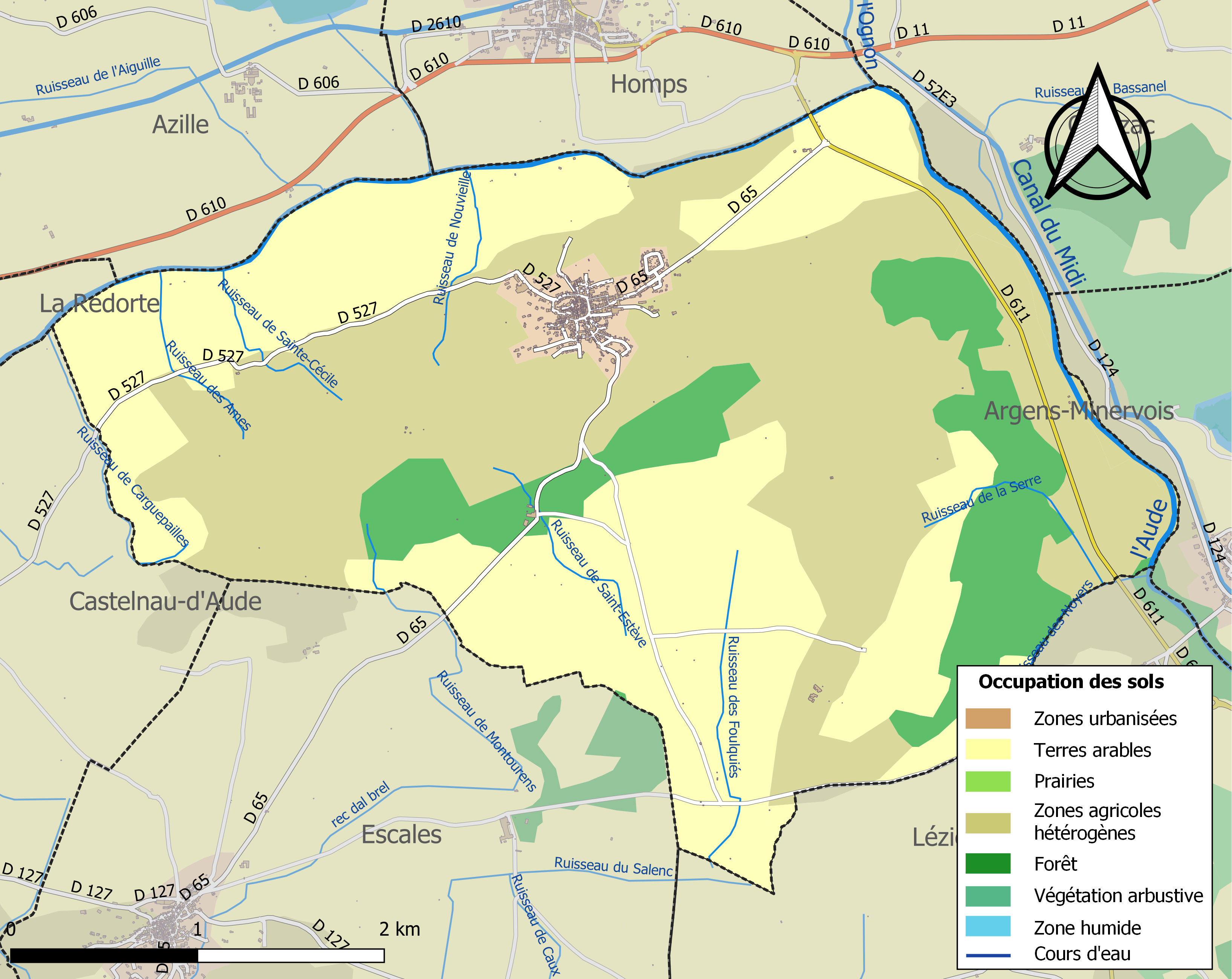
Carte des infrastructures et de l'occupation des sols de la commune en 2018 (CLC).

### Risques majeurs
Le territoire de la commune de Tourouzelle est vulnérable à différents aléas naturels : météorologiques (tempête, orage, neige, grand froid, canicule ou sécheresse), inondations, feux de forêts et séisme (sismicité faible). Un site publié par le BRGM permet d'évaluer simplement et rapidement les risques d'un bien localisé soit par son adresse soit par le numéro de sa parcelle.
Certaines parties du territoire communal sont susceptibles d’être affectées par le risque d’inondation par débordement de cours d'eau, notamment le ruisseau de Glandes. La commune a été reconnue en état de catastrophe naturelle au titre des dommages causés par les inondations et coulées de boue survenues en 1982, 1987, 1992, 1996, 1997, 1999, 2009 et 2018,.
Le retrait-gonflement des sols argileux est susceptible d'engendrer des dommages importants aux bâtiments en cas d’alternance de périodes de sécheresse et de pluie. 93,7 % de la superficie communale est en aléa moyen ou fort (75,2 % au niveau départemental et 48,5 % au niveau national). Sur les 340 bâtiments dénombrés sur la commune en 2019, 329 sont en aléa moyen ou fort, soit 97 %, à comparer aux 94 % au niveau départemental et 54 % au niveau national. Une cartographie de l'exposition du territoire national au retrait gonflement des sols argileux est disponible sur le site du BRGM,.

## Politique et administration
| Période                                  | Période | Identité     | Étiquette | Qualité |
| ---------------------------------------- | ------- | ------------ | --------- | ------- |
|                                          |         | Serge Marret |           |         |
| Les données manquantes sont à compléter. |         |              |           |         |

Tourouzelle est une des 19 communes (comprenant 20 000 habitants pour la totalité des 19 communes) regroupées dans la communauté de communes de la Région lézignanaise.

## Démographie
L'évolution du nombre d'habitants est connue à travers les recensements de la population effectués dans la commune depuis 1793. Pour les communes de moins de 10 000 habitants, une enquête de recensement portant sur toute la population est réalisée tous les cinq ans, les populations de référence des années intermédiaires étant quant à elles estimées par interpolation ou extrapolation. Pour la commune, le premier recensement exhaustif entrant dans le cadre du nouveau dispositif a été réalisé en 2004.

En 2022, la commune comptait 493 habitants, en évolution de +7,17 % par rapport à 2016 (Aude : +2,65 %, France hors Mayotte : +2,11 %).
| 1793 | 1800 | 1806 | 1821 | 1831 | 1836 | 1841 | 1846 | 1851 |
| ---- | ---- | ---- | ---- | ---- | ---- | ---- | ---- | ---- |
| 420  | 488  | 475  | 536  | 554  | 531  | 550  | 589  | 595  |

| 1856 | 1861 | 1866 | 1872 | 1876 | 1881  | 1886  | 1891 | 1896 |
| ---- | ---- | ---- | ---- | ---- | ----- | ----- | ---- | ---- |
| 923  | 693  | 726  | 687  | 786  | 1 107 | 1 004 | 976  | 862  |

| 1901 | 1906 | 1911 | 1921 | 1926 | 1931 | 1936 | 1946 | 1954 |
| ---- | ---- | ---- | ---- | ---- | ---- | ---- | ---- | ---- |
| 892  | 848  | 772  | 826  | 759  | 768  | 726  | 618  | 560  |

| 1962 | 1968 | 1975 | 1982 | 1990 | 1999 | 2004 | 2006 | 2009 |
| ---- | ---- | ---- | ---- | ---- | ---- | ---- | ---- | ---- |
| 533  | 472  | 429  | 412  | 396  | 448  | 472  | 495  | 481  |

| 2014 | 2019 | 2022 | - | - | - | - | - | - |
| ---- | ---- | ---- | - | - | - | - | - | - |
| 469  | 487  | 493  | - | - | - | - | - | - |

## Économie

### Revenus
En 2018  (données Insee publiées en septembre 2021), la commune compte 219 ménages fiscaux, regroupant 467 personnes. La médiane du revenu disponible par unité de consommation est de 19 250 € (19 240 € dans le département).

### Emploi
| Division       | 2008   | 2013   | 2018   |
| -------------- | ------ | ------ | ------ |
| Commune        | 7,1 %  | 10,8 % | 13,8 % |
| Département    | 10,2 % | 12,8 % | 12,6 % |
| France entière | 8,3 %  | 10 %   | 10 %   |

En 2018, la population âgée de 15 à 64 ans s'élève à 270 personnes, parmi lesquelles on compte 75,3 % d'actifs (61,5 % ayant un emploi et 13,8 % de chômeurs) et 24,7 % d'inactifs,. En  2018, le taux de chômage communal (au sens du recensement) des 15-64 ans est supérieur à celui du département et de la France, alors qu'en 2008 la situation était inverse.
La commune fait partie de la couronne de l'aire d'attraction de Narbonne, du fait qu'au moins 15 % des actifs travaillent dans le pôle,. Elle compte 113 emplois en 2018, contre 110 en 2013 et 88 en 2008. Le nombre d'actifs ayant un emploi résidant dans la commune est de 173, soit un indicateur de concentration d'emploi de 65,4 % et un taux d'activité parmi les 15 ans ou plus de 50,7 %.
Sur ces 173 actifs de 15 ans ou plus ayant un emploi, 60 travaillent dans la commune, soit 35 % des habitants. Pour se rendre au travail, 84,7 % des habitants utilisent un véhicule personnel ou de fonction à quatre roues, 0,6 % les transports en commun, 4,5 % s'y rendent en deux-roues, à vélo ou à pied et 10,2 % n'ont pas besoin de transport (travail au domicile).

### Activités hors agriculture

#### Secteurs d'activités
34 établissements sont implantés  à Tourouzelle au 31 décembre 2019. Le tableau ci-dessous en détaille le nombre par secteur d'activité et compare les ratios avec ceux du département,.
| Secteur d'activité                                                                                        | Commune | Commune | Département |
| Secteur d'activité                                                                                        | Nombre  | %       | %           |
| --- | ------- | ------- | ----------- |
| Ensemble                                                                                                  | 34      |         |             |
| Industrie manufacturière, industries extractives et autres                                                | 8       | 23,5 %  | (8,8 %)     |
| Construction                                                                                              | 9       | 26,5 %  | (14 %)      |
| Commerce de gros et de détail, transports, hébergement et restauration                                    | 9       | 26,5 %  | (32,3 %)    |
| Activités immobilières                                                                                    | 1       | 2,9 %   | (5,2 %)     |
| Activités spécialisées, scientifiques et techniques et activités de services administratifs et de soutien | 5       | 14,7 %  | (13,3 %)    |
| Autres activités de services                                                                              | 2       | 5,9 %   | (8,8 %)     |

Le secteur du commerce de gros et de détail, des transports, de l'hébergement et de la restauration est prépondérant sur la commune puisqu'il représente 26,5 % du nombre total d'établissements de la commune (9 sur les 34 entreprises implantées  à Tourouzelle), contre 32,3 % au niveau départemental.

#### Entreprises
Les trois entreprises ayant leur siège social sur le territoire communal qui génèrent le plus de chiffre d'affaires en 2020 sont : 
- Ambat, travaux de maçonnerie générale et gros œuvre de bâtiment (45 k€) ;
- Oc'echafaudages, travaux de montage de structures métalliques (44 k€) ;
- Damat, commerce de voitures et de véhicules automobiles légers (8 k€).

### Agriculture
La commune est dans la « Région viticole » de l'Aude, une petite région agricole occupant une grande partie centrale du département, également dénommée localement « Corbeilles Minervois et Carcasses-Limouxin ». En 2020, l'orientation technico-économique de l'agriculture  sur la commune est la viticulture.
|               | 1988 | 2000 | 2010 | 2020 |
| ------------- | ---- | ---- | ---- | ---- |
| Exploitations | 65   | 38   | 31   | 23   |
| SAU (ha)      | 772  | 572  | 702  | 569  |

Le nombre d'exploitations agricoles en activité et ayant leur siège dans la commune est passé de 65 lors du recensement agricole de 1988  à 38 en 2000 puis à 31 en 2010 et enfin à 23 en 2020, soit une baisse de 65 % en 32 ans. Le même mouvement est observé à l'échelle du département qui a perdu pendant cette période 60 % de ses exploitations,. La surface agricole utilisée sur la commune a également diminué, passant de 772 ha en 1988 à 569 ha en 2020. Parallèlement la surface agricole utilisée moyenne par exploitation a augmenté, passant de 12 à 25 ha.

## Culture locale et patrimoine

### Lieux et monuments
- Église Notre-Dame de Tourouzelle. L'édifice est référencé dans la base Mérimée et à l'Inventaire général Région Occitanie[32].
- Chapelle Sainte-Cécile, ancienne léproserie de Tourouzelle.
- Ancienne église du cimetière de Tourouzelle.
- La porte nord et ses abords sont inscrits au titre des sites naturels depuis 1942[33].

### Personnalités liées à la commune
- François Punsola né le 28 mai 1902 à Tourouzelle, et décédé le 28 janvier 1975 à Royat (Puy-de-Dôme) était un rugbyman professionnel. Il était troisième ligne centre. Il a participé à la finale du championnat de France 1935-1936 avec Clermont-Ferrand[réf. nécessaire].

### Héraldique
| Blason de Tourouzelle | Blason  | De sinople à un pal fuselé d'or et de sinople |
| Blason de Tourouzelle | Détails | D'après l'Armorial général de d'Hozier, les armoiries de Tourouzelle se lisent de sinople à un pal fuselé d'or et de sinople, semblable à beaucoup de celles de la région. Il semble qu'il s'agisse là d'une représentation récente : la communauté a pu demander l'enregistrement de ces armes à la suite de l'édit de Louis XIV, en 1696. Car il existe d'autres armoiries sur les bornes-fontaines du village : timbrées d'une couronne murale à cinq créneaux ou tours posés sur les bords des parties supérieures des fasces. L'encadrement correspond à « un soutien en feuilles de chêne ou de laurier ». Dans la chapelle de Sainte-Cécile, on repère d'autres armoiries sculptées sur des chapiteaux, avec la date 1560 : un écusson en bas-relief portant dans le champ une tour crénelée arrondie. À la voûte de l'église paroissiale et sur une maison d'habitation, on retrouve la même représentation. On serait plus proche de l'étymologie courante qui rattache le nom de « Tourouzelle » à un diminutif de « tour ». En adoptant celles que l'on connait de nos jours, la communauté a-t-elle voulu abandonner ses armes féodales pour éviter la confusion avec celles, semblables, de Saissac ? Le statut officiel du blason reste à déterminer. |